# Tenaya Lake
Der Tenaya Lake ist ein See im Yosemite-Nationalpark im US-Bundesstaat Kalifornien. Er liegt zwischen dem Yosemite Valley und der Tuolumne-Wiese. Der See wurde durch den Tuolumne-Gletscher gebildet. Ausfluss des Sees ist der Tenaya Creek, der durch den Tenaya Canyon im Yosemite Valley fließt. Der See liegt auf einer Höhe von 2484 m über dem Meeresspiegel. Der See wurde nach Tenaya benannt, dem Häuptling der bei benachbarten Stämmen als Yosemite bekannten Ahwahnee (Ahwahneechee).